# Liên đoàn bóng đá Alagoas
Liên đoàn bóng đá Alagoas (tiếng Bồ Đào Nha: Federação Alagoana de Futebol), được thành lập ngày 14 tháng 3 năm 1927, là một cơ quan quản lý các giải đấu bóng đá chính thức tại bang Alagoas, Brasil, với giải đấu cao nhất là Campeonato Alagoano và các giải hạng dưới. Tổ chức này còn đại diện cho các câu lạc bộ bóng đá bang Alagoas tại Liên đoàn bóng đá Brasil (CBF).

## Lịch sử

### Thành lập
Liên đoàn được thành lập vào ngày 14 tháng 3 năm 1927 với tên gọi Liên hiệp thể thao Alagoas, đến ngày 14 tháng 3 năm 1934, được đổi sang tên gọi Liên đoàn Thể thao Alagoas, và kể từ ngày 14 tháng 2 năm 1991 cho đến ngày nay, Tổ chức này được gọi là Liên đoàn bóng đá Alagoana.

### Chủ tịch liên đoàn
|    | Thời gian | Chủ tịch                               |
| -- | --------- | -------------------------------------- |
| 1  | 1927      | Otacílio Maia                          |
| 2  | 1928      | Eduardo Magalhães da Silveira          |
| 3  | 1929      | Eduardo Magalhães da Silveira          |
| 4  | 1930      | Lauro de Araújo Jorge                  |
| 5  | 1931      | Lauro de Araújo Jorge                  |
| 6  | 1932      | Edgar de Góes Monteiro                 |
| 7  | 1933      | Guy Mariz (chủ tịch hội đồng lâm thời) |
| 8  | 1934      | Ulisses Cerqueira Júnior               |
| 9  | 1935      | Moacir Fayão                           |
| 10 | 1936      | Guilherme Barcelos Barros              |
| 11 | 1937      | Arlindo Fiães                          |
| 12 | 1938      | Aristides Toledo de Albuquerque        |
| 13 | 1939      | Ib Gatto Falcão                        |
| 14 | 1940      | Odorico Vieira Maciel                  |
| 15 | 1941      | Cyro Coelho                            |
| 16 | 1942—1943 | Manoel Xavier de Oliveira              |
| 17 | 1943—1944 | Carlos Gomer de Barros                 |
| 18 | 1945—1946 | Paulo Lavenere Machado                 |
| 19 | 1947—1948 | Paulo Lavenere Machado                 |
| 20 | 1949—1950 | Mario Lima de Carvalho Lima            |
| 21 | 1951—1952 | Carlos Ramiro Bastos                   |
| 22 | 1953—1954 | Milton Ferreira Pitta                  |
| 23 | 1955—1956 | Kleber Rodrigues de Andrade            |
| 24 | 1957—1958 | Kleber Rodrigues de Andrade            |
| 25 | 1959—1960 | Kleber Rodrigues de Andrade            |
| 26 | 1961—1962 | José Sebastião Bastos                  |
| 27 | 1963—1964 | José Sebastião Bastos                  |
| 28 | 1965—1966 | José Sebastião Bastos                  |
| 29 | 1967—1968 | José Sebastião Bastos                  |
| 30 | 1969—1970 | Remy Tenório Maia                      |
| 31 | 1971—1973 | Orlando Gomes de Barros                |
| 32 | 1973—1975 | Cleto Marques Luz                      |
| 33 | 1975—1978 | Cleto Marques Luz                      |
| 34 | 1979—1982 | Heider Silveira                        |
| 35 | 1982—1985 | Heider Silveira                        |
| 36 | 1985—1988 | José Sebastião Bastos                  |
| 37 | 1988—1991 | Waldemar Correia da Silva              |
| 38 | 1991—1995 | José Sebastião Bastos                  |
| 39 | 1995—1999 | José Sebastião Bastos                  |
| 40 | 2000—2007 | José Raimundo de Albuquerque Tavares   |
| 41 | 2008—nay  | Gustavo Dantas Feijó                   |